# Gallo di Ramperto
(Federico Odorici in Storie Bresciane dai primi tempi sino all'età nostra, 1853)
Il gallo di Ramperto è un galletto segnavento in lamina di rame originariamente dorata e argentata, realizzato nell'anno 820 o 830 su commissione del vescovo Ramperto per adornare la sommità del campanile della chiesa dei Santi Faustino e Giovita a Brescia.
Il gallo, rimosso dalla sua postazione solo nel 1891, dopo più di mille anni, per essere restaurato e conservato nel museo cittadino, oggi Museo di Santa Giulia, è sostanzialmente integro: sono mutile solamente le piume della coda, che in origine recavano l'iscrizione dedicatoria. Risalendo all'inizio del IX secolo, il "gallo di Ramperto" può essere considerato il più antico galletto segnavento oggi esistente, con un'età di quasi 1200 anni.

## Storia

### L'operato di Ramperto
I primissimi capitoli della storia della chiesa dei santi Faustino e Giovita, dove si inserisce la creazione del galletto, prendono corpo da un precedente edificio di culto, la chiesa di Santa Maria in Silva, costruita probabilmente nell'VIII secolo vicino al torrente Garza, nella zona di centro-nord della città murata, molto popolata. Il 9 maggio 806 avviene l'importante traslazione delle reliquie dei due santi patroni dalla chiesa di San Faustino ad Sanguinem, (dalla seconda metà del Novecento rinominata come chiesa di Sant'Angela Merici), a Santa Maria in Silva, che assume quindi notevole importanza all'interno del panorama religioso cittadino.
Pochi anni dopo, mentre la diocesi di Brescia era retta da Ramperto, le condizioni fisiche della chiesa dovevano però vertere al peggio: il luogo non era più diligentemente officiato e il culto di resti dei due martiri trascurato. Ramperto, grande promotore del culto dei santi patroni, si dovette interessare molto alla risistemazione dell'edificio che accoglieva i resti di due fra i più importanti martiri cittadini, tanto che nell'841 sottoscriverà donazioni a favore di un istituendo "cenobium monachorum" nei pressi della chiesetta, probabilmente incentivando una comunità religiosa già presente.
Nell'843, inoltre, sarà nuovamente lui a rinnovare l'arca sepolcrale dei santi, sostituendola con una in marmo. Attua probabilmente anche una vera ricostruzione della chiesa e, forse come dono, fa realizzare il galletto segnavento da porre in cima al campanile, con l'iscrizione dedicatoria incisa sulle folte piume della coda.

### I primi rilievi: XV-XVIII secolo
L'iscrizione viene pubblicata per la prima volta dal letterato Cosimo Lauri nel 1572, dopo essere salito in cima alla torre e aver ricostruito la scritta ripulendo le piume. In realtà, l'epigrafe era già stata rilevata nel 1455 su commissione dell'abate Bernardo Marcello, stando al testo del cronista Ottavio Rossi che, nel 1624, pubblica nuovamente l'iscrizione ricopiata, a sua detta, dal rilievo del Marcello. L'iscrizione, oggi in gran parte perduta (vedi dopo), recitava: "DOMNVS RAMPERTVS EPISCOPVS BRIXIANVS GALLVM HVNC FIERI PRECEPIT ANNO D. N. YHY XPI R. M. OCTOGENESIMO VIGESIMO INDICTIONE NONA ANN. TRANSL. SS. DECIMOQVARTO SVI EPISCOPATVS VERO SEXTO", nella quale vengono specificati il nome del donatore, Ramperto, alcuni dati cronologici e, molto importante, la data di messa in opera del galletto, l'anno 820, a soli quattordici anni di distanza dalla traslazione dei resti dei santi patroni e, quindi, molto prima della fondazione del monastero. Su questa data, però, gli storici avranno in seguito molto da discutere.
La statuetta rimane al suo posto, ignorata, per circa settecento anni, fino a quando Cosimo Lauri, come detto, nel suo Catalogus Episcoporum Brixianorum del 1572 ne parla per la prima volta, riportandone l'iscrizione e deducendone quindi le origini. Cinquant'anni dopo è la volta Ottavio Rossi mentre, ancora poco più tardi, nel 1670, è il cronista Bernardino Faino a interessarsi del galletto e, similmente, ne traccia la storia partendo dall'iscrizione sulla coda.
Il fatto si ripete nel 1728, quando Gian Andrea Astezati, un frate del monastero, torna a parlare del galletto e, dopo essersi audacemente arrampicato in cima al campanile, ne descrive stato e iscrizione: a quanto emerge dallo scritto redatto, le condizioni del segnavento sono molto precarie e anche l'iscrizione si è resa poco leggibile, portando il frate ad avanzare i primi dubbi sulla sua autenticità. È infine l'erudito Gian Maria Biemmi, nel 1748, a classificare il galletto come un falso neppure troppo curato: a suo parere, l'opera "contiene la grazia e la beltà di quel tempo in cui fiorivano l'arti, e gli studj, sembra dar a conoscere come abbiasi riferire la sua nascita dopo il secolo decimo quarto", cioè dopo il Quattrocento. Il Biemmi, pertanto, ascrive la fabbricazione del galletto a quell'abate Bernardo Marcello che, nel 1455, per primo aveva trascritto l'iscrizione sulla coda. Dell'opera, in particolare, viene contestata l'improbabile data di fabbricazione riportata, l'anno 820, poiché si collocava proprio in quegli anni, se non addirittura più avanti, l'elezione di Ramperto a vescovo di Brescia, invalidando la data incisa sulla coda.

### L'Ottocento: il danneggiamento e la rimozione

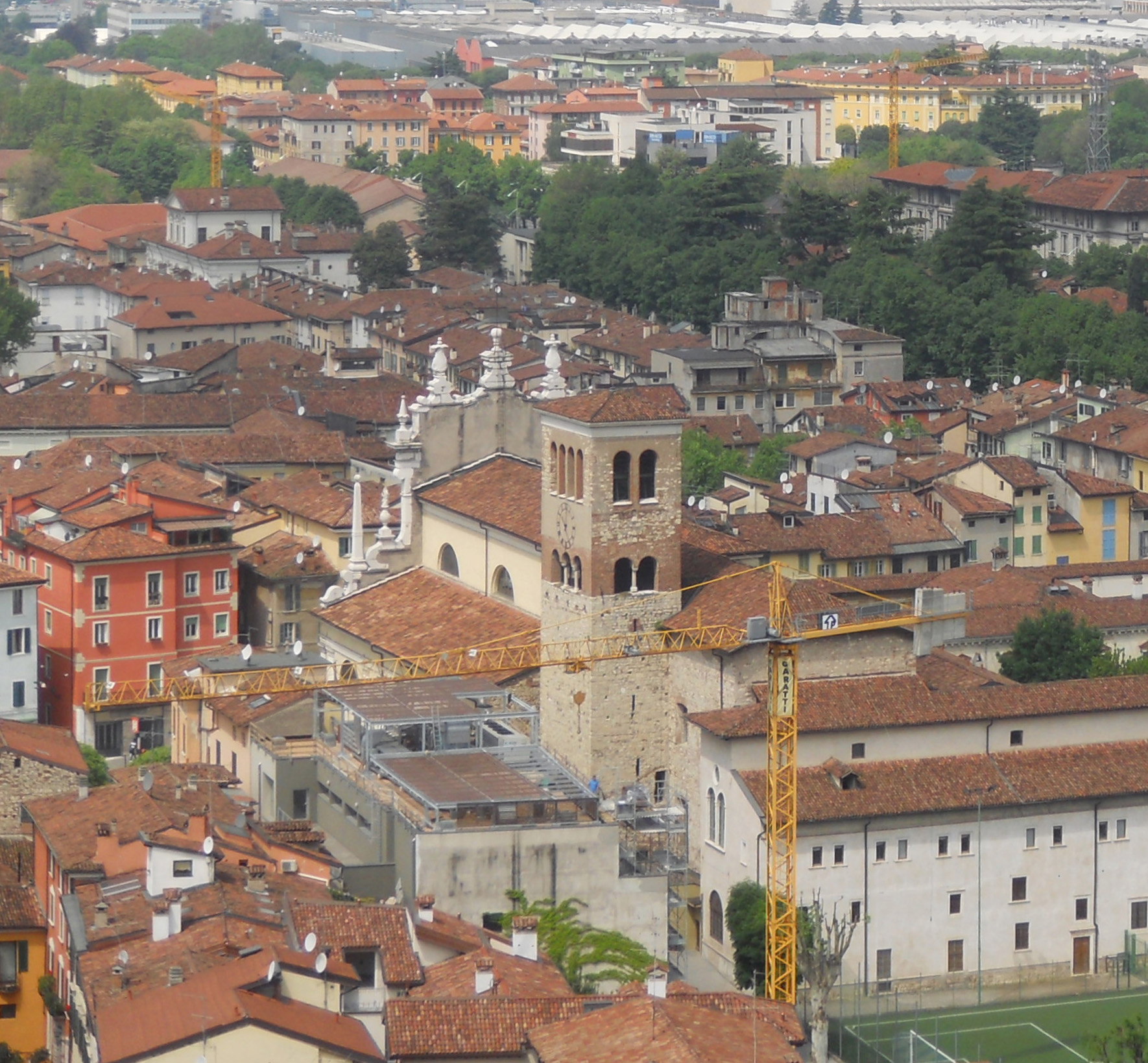
La chiesa di San Faustino e Giovita vista dal Castello di Brescia: si nota l'antico campanile con la variata stratigrafia sulla quale svetta l'attuale copia del Gallo.

Nel 1797, con il crollo della Repubblica di Venezia, Brescia passa sotto il controllo di Napoleone Bonaparte e di un governo provvisorio locale di stampo giacobino. La soppressione degli ordini religiosi investe in pieno anche il monastero di San Faustino, che dopo più di mille anni di esistenza passa ai beni del demanio e diventa caserma militare. La chiesa, invece, viene affidata alle cure dei francescani, restando aperta e officiata. Si torna a parlare del segnavento nel 1853, quando Federico Odorici, nelle sue Storie Bresciane dai primi tempi sino all'età nostra, racconta come sia salito in cima al campanile e abbia analizzato manufatto e iscrizione, definendo quest'ultima "di dubbia data, di più dubbio significato", concludendo addirittura con un lapidario "se v'ha cosa certa, gli è proprio questa, che voi mi ringrazierete issofatto di non parlarvene di più oltre".
È dopo questa data, dunque nella seconda metà dell'Ottocento, che si può collocare il danneggiamento del gallo a causa dei soldati della caserma, che trovarono divertimento a sparargli contro prendendo la mira da terra. Gran parte delle piume della coda finiscono per rompersi e staccarsi, con conseguente perdita di gran parte dell'iscrizione incisa su di esse. L'Odorici, pertanto, fu probabilmente l'ultima persona che la lesse direttamente.
Nel 1891, infatti, la Commissione del Museo Patrio, a capo del neonato museo cittadino, scrive alla parrocchia di San Faustino di poter ottenere in dono il galletto, poiché tenerlo in cima alla torre "sarebbe quanto esporlo a totale rovina, senza alcun vantaggio monumentale od artistico, che dir si voglia, del campanile; mentre veduto e studiato da vicino può offrire interesse non piccolo a quanti amano le patrie memorie o si dilettino di studi archeologici". La proposta viene accettata a patto che "ne resti salva e riservata la proprietà" e, tramite apposita autorizzazione della prefettura, il manufatto viene rimosso dalla sua postazione, dopo più di mille anni di permanenza, e portato al museo.

### Gli studi del Novecento
Il primo studio serio sull'opera viene condotto nel 1905 dal filologo Francesco Novati, che lo analizza a fondo e trae le sue conclusioni: "niente ci impedisce di accertare come vera la data che ci tramanda l'epigrafe, e di ritenere sicuro che Ramperto sia succeduto a Pietro tra l'814 e l'815, ma è sempre atto imprudente pronunziare sovra controversie di così delicata natura giudizi assoluti. Noi staremo quindi contenti a dire che, che quanto ci consentono di affermare le poche nostre cognizioni epigrafiche e paleografiche, i caratteri dell'iscrizione rampertiana, nitidi ed eleganti, nulla offrono che si discosti dalla scrittura lapidaria del secolo nono".
Nel 1929 è la volta di Fedele Savio, che nel suo ampio studio sulla statuetta ragiona, piuttosto che sulla sua autenticità, su quanto sia conveniente considerare corretta l'iscrizione, avanzando l'ipotesi che in essa vi sia un errore di fondo nel calcolo dell'indizione, argomento ancora abbastanza vago nel IX secolo. L'errore, secondo lo studioso, sarebbe contenuto dove l'iscrizione recita "OCTOGENESIMO VIGESIMO INDICTIONE NONA", concludendo che quell'indizione nona non corrisponderebbe all'anno 820, bensì all'830, facendo traslare di dieci anni l'intera cronologia sulle origini del galletto, compresa la data dell'elezione di Ramperto a vescovo di Brescia.
La questione è stata parzialmente risolta nella seconda metà del Novecento con il recupero di alcuni fondamentali testi dell'epoca, i quali hanno permesso di collocare con sicurezza l'elezione di Ramperto all'anno 815. Ciò, però, non ha come diretta conseguenza la conferma che l'iscrizione sul galletto sia esatta, poiché il manufatto potrebbe comunque essere stato posizionato nell'820, così come nell'830. Unica conclusione possibile è che l'820 come data di fabbricazione torna ad essere accettabile, cosa che il Savio aveva invece escluso sulla base del suo ragionamento.
Nel 1938, in occasione del cinquecentesimo anniversario dell'apparizione dei due santi patroni sugli spalti del Roverotto, evento che aveva messo in fuga le truppe milanesi ponendo fine all'assedio della città, viene fatta realizzare una copia del galletto da porre nuovamente sulla cima del campanile della chiesa, che fra l'altro era stato restaurato e sopraelevato l'anno precedente e meritava quindi degno completamento. Il gallo originale trova infine esposizione stabile al Museo di Santa Giulia nel 1999, nella sezione "L'età altomedievale - Longobardi e Carolingi", dopo un accurato restauro.

## Descrizione
Si riporta l'accurata sintesi descrittiva che il filologo Francesco Novati fece dell'opera nel 1905: "il gallo di San Faustino Maggiore, il decano di tutti i galli di campanile che ancora esistono, è costituito da un'ossatura in ferro, sopra la quale l'antichissimo "plumbarius", mediante l'aiuto di numerosi chiodi, fece girare non senza abilità tutt'intorno una lastra, forse duplice, di rame sottilmente battuta ed incurvata così da porgere all'oggetto il rilievo necessario, perché venisse a raffigurare un gallo di proporzioni poco minori del naturale. [...] Che in origine il gallo fosse interamente messo ad oro risulta non solo dalle concordi asserzioni di tutti coloro che lo ricordano, ma è provato altresì dalle tracce più o meno appariscenti di doratura che qua e là ancora conserva, in particolare nei barbigli. Dorate furono pure e si mantengono tali oggidì, le due sfere sopra le quali il gallo si appoggia, l'una, l'inferiore, del diametro di 20 centimetri; l'altra, superiore, di 15 centimetri. In corrispondenza all'ufficio cui era destinato, il gallo, non fissato ma imperniato sulle sfere, doveva mercé la sua coda larga ed appiattita cedere agevolmente ad ogni soffio di vento. [...] Sulla coda esso recava incisa da ambe le parti un'epigrafe che stava a certificare la nobiltà e la vetustà della sua nascita. Or dell'epigrafe non avanzano che poche e sconnesse parole. Sulla penna maggiore della coda, da un lato, si legge chiaramente: PRECEPIT ANNO D; dall'altro poi i residui sono anche più scarsi; essi si riducono ad O SEXTO".
Si aggiunge, inoltre, che alla base del manufatto è posta la firma dell'autore, molto rovinata e leggibile solamente come "M [...] OALDVS".

## Al cinema
Nel 2010 è stato realizzato a Brescia il mediometraggio Il Gallo di Ramperto dei registi Silvia Cascio e Vittorio Bedogna, con musiche di Carlo Poddighe e la collaborazione alla realizzazione di Simone Agnetti e Piero Galli. Il film ha vinto l'International Migration Art Festival al Teatro Dal Verme di Milano nel 2011. Nella trama la vita di un gruppo di bambini, di diversa origine etnica ma uniti sotto il tetto dell'oratorio di San Faustino, viene sconvolta dalla profezia di Ramperto: se il vero Gallo non tornerà sul campanile, la città di Brescia sarà distrutta.

## Galleria d'immagini

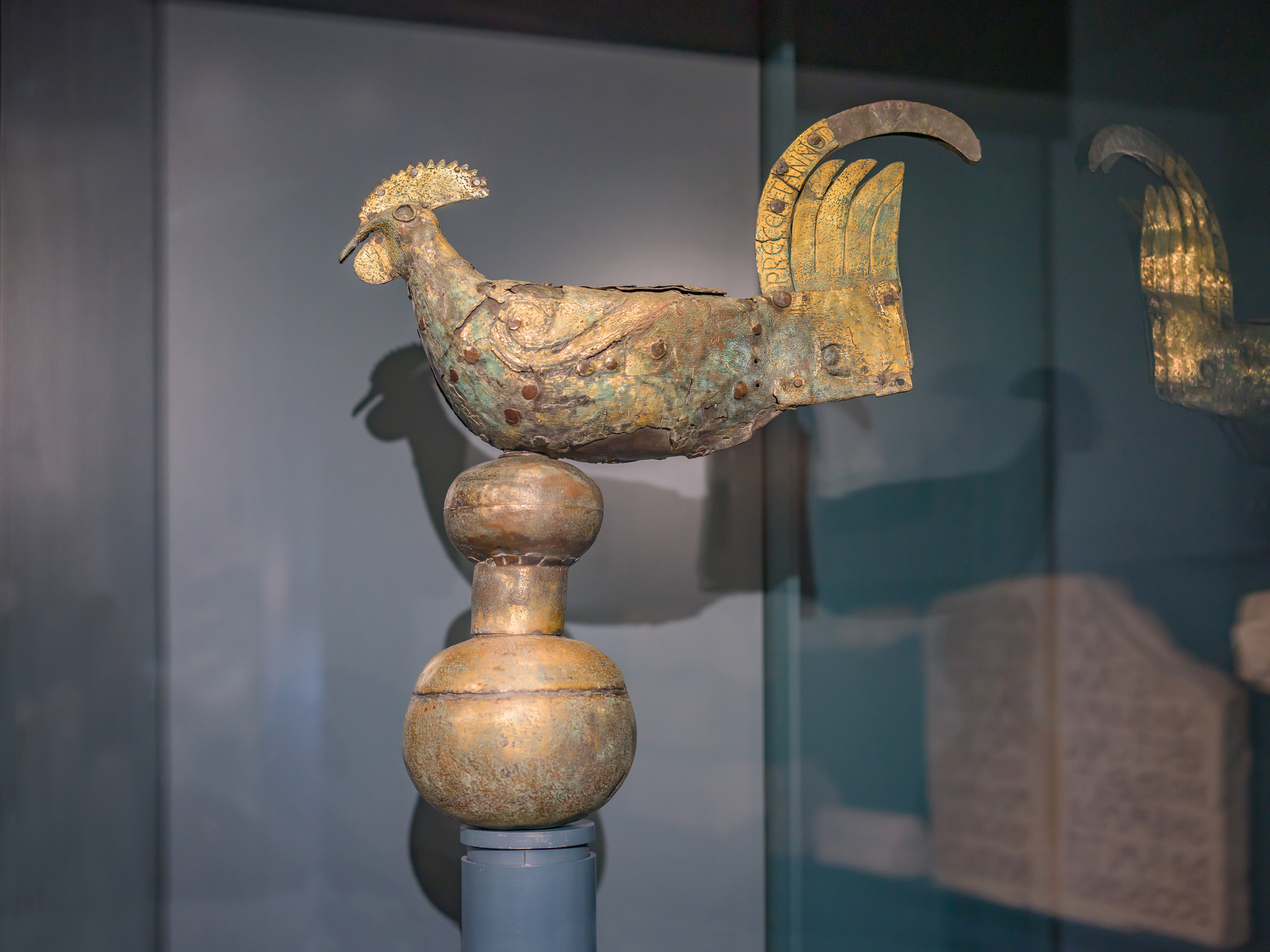
Altra vista dell'opera
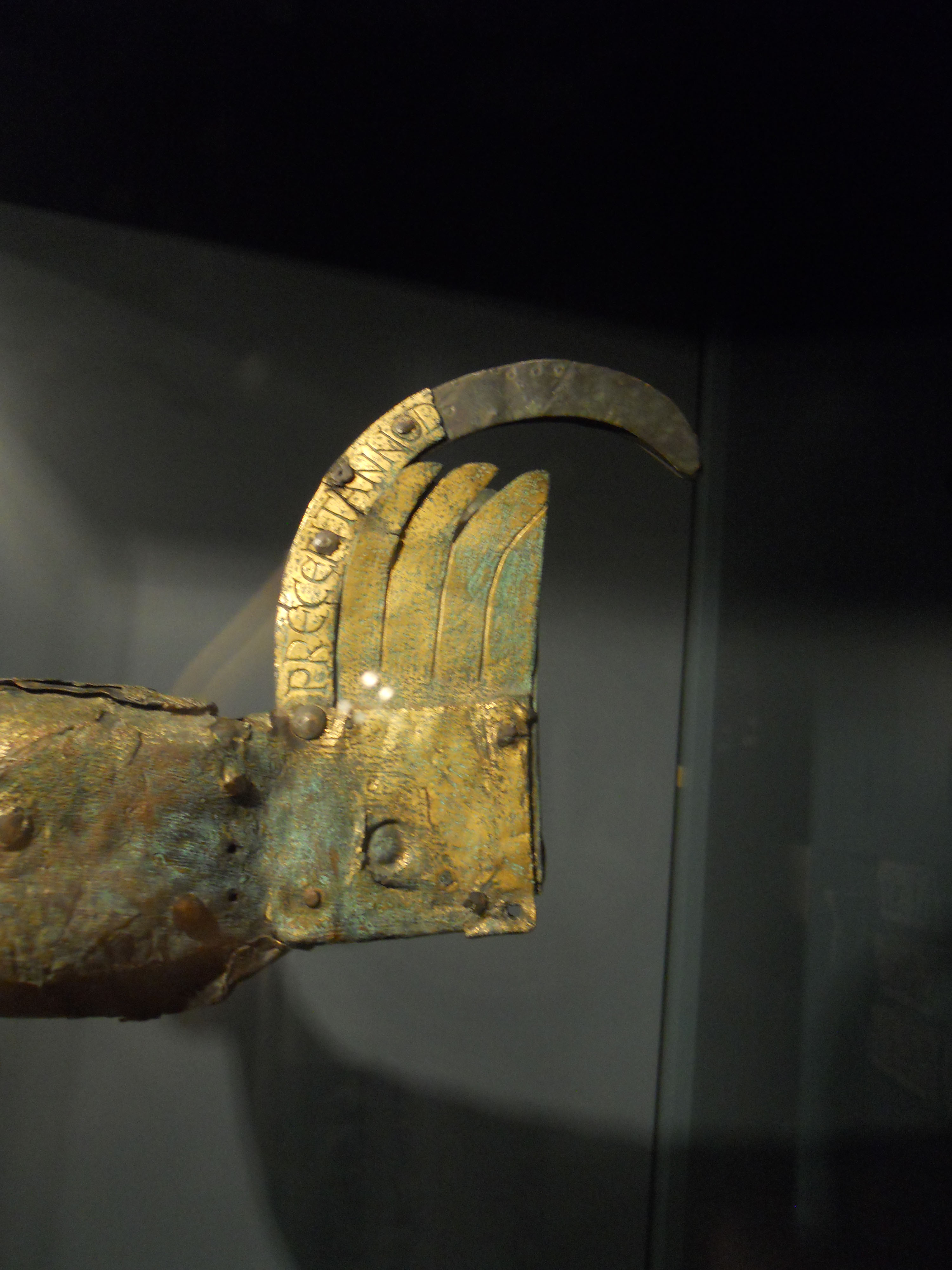
La coda con i resti dell'iscrizione